# Giải vô địch bóng đá thế giới các câu lạc bộ 2022
Giải vô địch bóng đá thế giới các câu lạc bộ 2022 là phiên bản thứ 19 của FIFA Club World Cup, giải đấu bóng đá cấp câu lạc bộ quốc tế do Liên đoàn bóng đá thế giới (FIFA) tổ chức giữa những câu lạc bộ vô địch châu lục, cũng như nhà vô địch của giải vô địch quốc gia nước chủ nhà. Giải đấu được tổ chức tại Maroc từ ngày 1 tháng 2 đến ngày 11 tháng 2 năm 2023.
Chelsea là nhà đương kim vô địch nhưng họ không thể bảo vệ danh hiệu khi bị loại ở tứ kết UEFA Champions League 2021-22. Real Madrid giành chức vô địch FIFA Club World Cup lần thứ 5 sau khi đánh bại Al Hilal của Ả Rập Xê Út với tỉ số 5–3 trong trận chung kết.

## Chủ nhà
Mặc dù FIFA Club World Cup thường được tổ chức hàng năm vào tháng 12, nhưng giải đấu năm 2022 không thể diễn ra trong khoảng thời gian này do FIFA World Cup 2022 tổ chức vào tháng 11 và tháng 12 năm 2022. Điều này cùng với kế hoạch mở rộng FIFA Club World Cup tương lai, dẫn đến một vài chi tiết công khai về việc liệu giải đấu năm 2022 có diễn ra không. Tuy nhiên, 20 triệu đô la Mỹ đã được phân bổ cho Giải vô địch bóng đá thế giới các câu lạc bộ trong ngân sách năm 2023 của FIFA. Tháng 12 năm 2022, chủ tịch CONCACAF Victor Montagliani ngụ ý rằng FIFA Club World Cup sẽ diễn ra vào năm 2023, nhưng sẽ không được tổ chức tại Mỹ. Ngày 14 tháng 12, FIFA thông báo thời gian tổ chức giải đấu sẽ được xác nhận tại cuộc họp của Hội đồng FIFA ở Doha, Qatar vào ngày 16 tháng 12.
Vào tháng 5 năm 2022, UOL Esporte báo cáo rằng Nhật Bản quan tâm đến việc tổ chức giải đấu, nước này đã giành được quyền đăng cai giải đấu trước đó trước khi rút lui do đại dịch COVID-19 tại Nhật Bản. UOL Esporte cũng đã báo cáo vào tháng 8 rằng Trung Quốc quan tâm đến việc tổ chức giải đấu, ban đầu được chọn để tổ chức FIFA World Cup mở rộng vào năm 2021 nhưng đã bị hoãn lại do các vấn đề về lịch trình do đại dịch COVID-19 gây ra. Vào tháng 9, Diario AS đưa tin rằng Mỹ và UAE, chủ nhà của giải đấu trước đó, cũng quan tâm đến việc tổ chức giải đấu. Vào tháng 12, Diario AS đưa tin rằng Maroc, Qatar và UAE là những ứng cử viên đăng cai giải đấu. Ngày 16 tháng 12 năm 2022, Hội đồng FIFA đã chỉ định Maroc làm chủ nhà của giải đấu này và xác nhận giải sẽ diễn ra từ ngày 1 tháng 2 đến ngày 11 tháng 2 năm 2023. Diario AS cũng đưa tin rằng trận chung kết AFC Champions League 2022 ban đầu bị lùi sang tháng 5 năm 2023 do các vấn đề về lịch thi đấu, sẽ được dời lại để tạo điều kiện thuận lợi cho việc lên kế hoạch tổ chức FIFA Club World Cup. Tuy nhiên, AFC xác nhận vào ngày 23 tháng 12 năm 2022 rằng AFC Champions League sẽ không kết thúc kịp thời, Al Hilal sẽ là đại diện của châu Á tại Club World Cup với tư cách là nhà đương kim vô địch từ mùa giải 2021.

## Các đội tham dự
| Đội                             | Liên đoàn        | Tư cách tham dự                        | Ngày giành quyền tham dự | Lần tham dự thứ (các lần trước)                           |
| Vào vòng bán kết                | Vào vòng bán kết | Vào vòng bán kết                       | Vào vòng bán kết         | Vào vòng bán kết                                          |
| ------------------------------- | ---------------- | -------------------------------------- | ------------------------ | --------------------------------------------------------- |
| Flamengo                        | CONMEBOL         | Vô địch Copa Libertadores 2022         | 29 tháng 10 năm 2022     | 2 (2019)                                                  |
| Real Madrid                     | UEFA             | Vô địch UEFA Champions League 2021–22  | 28 tháng 5 năm 2022      | 6 (2000, 2014, 2016, 2017, 2018)                          |
| Vào vòng tứ kết                 |                  |                                        |                          |                                                           |
| Al Hilal                        | AFC              | Được đề cử bởi AFC                     | 23 tháng 12 năm 2022     | 3 (2019, 2021)                                            |
| Wydad Casablanca                | CAF              | Vô địch CAF Champions League 2021–22   | 30 tháng 5 năm 2022      | 2 (2017)                                                  |
| Seattle Sounders FC             | CONCACAF         | Vô địch CONCACAF Champions League 2022 | 4 tháng 5 năm 2022       | 1 (Lần đầu)                                               |
| Play-off giành quyền vào tứ kết |                  |                                        |                          |                                                           |
| Auckland City                   | OFC              | Vô địch OFC Champions League 2022      | 17 tháng 8 năm 2022      | 10 (2006, 2009, 2011, 2012, 2013, 2014, 2015, 2016, 2017) |
| Al Ahly                         | CAF (chủ nhà)    | Á quân CAF Champions League 2022       | 16 tháng 12 năm 2022     | 8 (2005, 2006, 2008, 2012, 2013, 2020, 2021)              |

## Đội hình
Mỗi đội sẽ được đăng kí 23 cầu thủ (ba trong số đó phải là thủ môn). FIFA cho phép các đội thay thế cầu thủ vì lý do chấn thương đến 24 giờ trước trận đấu đầu tiên của các đội.

## Giải đấu
Nếu trận đấu hòa sau thời gian thi đấu bình thường:
- Đối với các trận đấu loại trực tiếp, hiệp phụ sẽ vẫn được diễn ra. Nếu vẫn hòa sau hiệp phụ, loạt sút luân lưu sẽ được tổ chức để phân định thắng thua.
- Đối với trận tranh hạng ba, không thi đấu hiệp phụ và tiến hành đá luân lưu để phân định thắng thua.

|  |                              |                              |                              |                              |                            |                            |          |   |                              |                              |                               |                               |                             |                             |
|  | Vòng đầu tiên                | Vòng đầu tiên                |                              |                              | Vòng thứ hai               | Vòng thứ hai               |          |   | Bán kết                      | Bán kết                      |                               |                               | Chung kết                   | Chung kết                   |
|  | Vòng đầu tiên                | Vòng đầu tiên                |                              |                              | Vòng thứ hai               | Vòng thứ hai               |          |   | Bán kết                      | Bán kết                      |                               |                               | Chung kết                   | Chung kết                   |
|  |                              |                              |                              |                              |                            |                            |          |   | 8 tháng 2 năm 2023 – Rabat   |                              |                               |                               |                             |                             |
|  |                              |                              |                              |                              |                            |                            |          |   |                              |                              |                               |                               |                             |                             |
|  |                              |                              | 4 tháng 2 năm 2023 – Tangier | 4 tháng 2 năm 2023 – Tangier |                            |                            | Al Ahly  | 1 |                              |                              |                               |                               |                             |                             |
|  |                              |                              | 4 tháng 2 năm 2023 – Tangier | 4 tháng 2 năm 2023 – Tangier |                            |                            | Al Ahly  | 1 |                              |                              |                               |                               |                             |                             |
|  | 1 tháng 2 năm 2023 – Tangier | 1 tháng 2 năm 2023 – Tangier |                              |                              | Seattle Sounders FC        | 0                          |          |   | Real Madrid                  | 4                            |                               |                               | 11 tháng 2 năm 2023 – Rabat | 11 tháng 2 năm 2023 – Rabat |
|  | 1 tháng 2 năm 2023 – Tangier | 1 tháng 2 năm 2023 – Tangier |                              |                              | Seattle Sounders FC        | 0                          |          |   | Real Madrid                  | 4                            |                               |                               | 11 tháng 2 năm 2023 – Rabat | 11 tháng 2 năm 2023 – Rabat |
|  | Al Ahly                      | 3                            |                              |                              | Al Ahly                    | 1                          |          |   |                              |                              |                               |                               | Real Madrid                 | 5                           |
|  | Al Ahly                      | 3                            |                              |                              | Al Ahly                    | 1                          |          |   |                              |                              |                               |                               | Real Madrid                 | 5                           |
|  | Auckland City                | 0                            |                              |                              |                            |                            |          |   | 7 tháng 2 năm 2023 – Tangier | 7 tháng 2 năm 2023 – Tangier |                               |                               | Al Hilal                    | 3                           |
|  | Auckland City                | 0                            |                              |                              |                            |                            |          |   | 7 tháng 2 năm 2023 – Tangier | 7 tháng 2 năm 2023 – Tangier |                               |                               | Al Hilal                    | 3                           |
|  |                              |                              |                              |                              | 4 tháng 2 năm 2023 – Rabat | 4 tháng 2 năm 2023 – Rabat |          |   | Flamengo                     | 2                            |                               |                               |                             |                             |
|  |                              |                              |                              |                              | 4 tháng 2 năm 2023 – Rabat | 4 tháng 2 năm 2023 – Rabat |          |   | Flamengo                     | 2                            |                               |                               |                             |                             |
|  |                              |                              | Wydad Casablanca             | 1 (3)                        |                            |                            | Al Hilal | 3 |                              |                              | Tranh hạng ba                 | Tranh hạng ba                 |                             |                             |
|  |                              |                              | Wydad Casablanca             | 1 (3)                        |                            |                            | Al Hilal | 3 |                              |                              | Tranh hạng ba                 | Tranh hạng ba                 |                             |                             |
|  |                              |                              | Al Hilal                     | 1 (5)                        |                            |                            |          |   |                              |                              | 11 tháng 2 năm 2023 – Tangier | 11 tháng 2 năm 2023 – Tangier |                             |                             |
|  |                              |                              | Al Hilal                     | 1 (5)                        |                            |                            |          |   |                              |                              | 11 tháng 2 năm 2023 – Tangier | 11 tháng 2 năm 2023 – Tangier |                             |                             |
|  |                              |                              |                              |                              |                            |                            |          |   |                              |                              | Al Ahly                       | 2                             |                             |                             |
|  |                              |                              |                              |                              |                            |                            |          |   |                              |                              | Al Ahly                       | 2                             |                             |                             |
|  |                              |                              |                              |                              |                            |                            |          |   | Flamengo                     | 4                            |                               |                               |                             |                             |
|  |                              |                              |                              |                              |                            |                            |          |   | Flamengo                     | 4                            |                               |                               |                             |                             |
|  |                              |                              |                              |                              |                            |                            |          |   |                              |                              |                               |                               |                             |                             |

Tất cả được diễn ra theo giờ địa phương, CET (UTC+1).

### Vòng đầu tiên
| Al Ahly                                                        | 3–0      | Auckland City |
| -------------------------------------------------------------- | -------- | ------------- |
| - Hussein El Shahat 45+2' - Mohamed Sherif 56' - Percy Tau 86' | Chi tiết |               |

### Vòng thứ hai
| Wydad Casablanca                                                         | 1–1      | Al Hilal                                                                                      |
| ------------------------------------------------------------------------ | -------- | --------------------------------------------------------------------------------------------- |
| - Ayoub El Amloud 52'                                                    | Chi tiết | - Mohamed Kanno 90+3'                                                                         |
| Loạt sút luân lưu                                                        |          |                                                                                               |
| - Yahia Attiyat Allah - Ayoub El Amloud - Mohamed Ounajem - Jalal Daoudi | 3–5      | - Moussa Marega - Luciano Vietto - Saleh Al-Shehri - Abdullah Al-Hamdan - Musab Fahz Aljuwayr |

| Seattle Sounders FC | 0–1      | Al Ahly                    |
| ------------------- | -------- | -------------------------- |
|                     | Chi tiết | - Mohamed Magdi Kafsha 88' |

### Bán kết
| Flamengo           | 2–3      | Al Hilal                                                          |
| ------------------ | -------- | ----------------------------------------------------------------- |
| - Pedro 20', 90+1' | Chi tiết | - Salem Al-Dawsari 4' (ph.đ.), 45+9' (ph.đ.) - Luciano Vietto 70' |

| Al Ahly                   | 1–4      | Real Madrid                                                                          |
| ------------------------- | -------- | ------------------------------------------------------------------------------------ |
| - Ali Maâloul 65' (ph.đ.) | Chi tiết | - Vinicius Junior 42' - Federico Valverde 46' - Rodrygo 90+2' - Sergio Arribas 90+8' |

### Tranh hạng ba
| Al Ahly                | 2–4      | Flamengo                                      |
| ---------------------- | -------- | --------------------------------------------- |
| - Abdel Kader 38', 60' | Chi tiết | - Pedro 77', 90+1' - Gabriel Barbosa 11', 85' |

### Chung kết
| Real Madrid                                                                 | 5–3      | Al Hilal                                      |
| --------------------------------------------------------------------------- | -------- | --------------------------------------------- |
| - Vinicius Junior 13', 69' - Federico Valverde 18', 58' - Karim Benzema 54' | Chi tiết | - Moussa Marega 26' - Luciano Vietto 63', 79' |